# 山あて
山あて（やまあて）は、日本の都市計画において、その存在が仮説的に指摘される、周辺の山を目標として街路を設計する手法のことである。特に近世城下町や近代北海道の殖民都市などにおいて採用された可能性がある。

## 近世城下町における例
桐敷真次郎は1971年の「天正・慶長・寛永期江戸市街地建設における景観設計」をはじめとする各種研究において、近世初期の江戸における街路計画が、富士山・筑波山・増上寺境内丘陵・愛宕山といった近隣の山を目標としたものであること、こうした街路設計は江戸と同時期、徳川家康によってつくられた駿府においてもみられること、こうした設計手法は慶長年間まで顕著にみられるが、寛永期以降は衰微していくことを指摘した。桐敷の研究は文献的実証を欠くものであったが、この視点を継承した宮本雅明は、秋田や鳥取といった近世城下町の設計において、城郭から見下ろしたときの景観がある程度重視されていたことを検証した。また、揚村固・土田充義は、「城下建設に関する史料の乏しい中で結論を下すのは早尚かもしれないが、他に有力な論理もない」と一定の留保をしながらも、薩摩の麓集落における街路設計が、中世期の城郭および周辺の山並みを目標にしていると論じている。菅野圭祐は、明治初期に基盤地図が整備された38の城下町を対象として分析をおこない、うち23都市の街路設計に山あてが用いられていることを明らかにした。
山あてがおこなわれた理由については諸説ある。桐敷は山あてを「武家の造形精神のピークの一表現」であると論じたが、ほかに都市周囲の山が有していた宗教的意味が関連しているという説、山裾の水脈が等高線に直行するゆえの「地形条件との自然な応答」であるという説などがあり、おそらくはこうした背景は多層的に積み重なっている。菅野は、山あてには基準軸としての意味、町並みの後景として山並みを借景する景観軸としての意味、道路の開けた場所で山を眺められる眺望の場としての意味があるのではないかと論じている。

## 近現代都市における例

### 北海道殖民都市
近代の北海道において、殖民都市のグリッドを設計する際に山あてが用いられた可能性が指摘されている。久保勝裕らは、後志地域のグリッドが、羊蹄山やニセコアンヌプリを目標とする山あてとなっていることを明らかにしているほか、石狩・余市といったより初期の入植地においても、同様の手法がみられることを確認している。

### 現代道路計画
現代日本の道路計画においても、線形を計画する際に周辺の山を正面に配するよう考慮されることがある。これについても同様に「山あて」と呼ぶ。